# 배틀 스피리츠 브레이브
《배틀 스피리츠 브레이브》(バトルスピリッツ ブレイヴ)는 TV 아사히 계열에서 방영한 50부작 만화이다. 2010년 9월 12일부터 2011년 9월 11일까지 방영되었다.